# Campeonato de ajedrez de Noruega
El Campeonato de ajedrez de Noruega (NM y sjakk) es un torneo de ajedrez anual celebrado en Noruega durante el mes de julio, para determinar el campeón nacional de ajedrez. El torneo se celebra en diferentes sedes cada año. Los clubes pueden hacer ofertas por allotgar el Landsturnering (torneo nacional). El título lo otorga la Federación Noruega de Ajedrez (Norges Sjakkforbund).

## Cuadro de honor
El torneo no se celebró el 1928 ni el 1939 porque aquellos años se celebraban los Campeonatos Nórdicos en Oslo, ni tampoco entre 1940 y 1944, cuando Noruega estaba ocupada por la Alemana nazi.
El número de participantes equivale al total de jugadores del Landsturnering, y no solo a la sección del campeonato estrictamente. Los campeones están listados con el club al cual representaban cuando ganaron el campeonato. Los títulos decididos por partidos de desempate debidos a empates en el marcador en el torneo principal, están anotados.
| Año  | Ciutat                    | Campeón y club                                                    | Participantes |
| ---- | ------------------------- | ----------------------------------------------------------------- | ------------- |
| 1918 | Kristiania (Oslo)         | Josef Lilja, CS (Christiania Schakselskab)                        | 30            |
| 1919 | Kristiania (Oslo)         | Yazco. A. Brekke, CS                                              | 30            |
| 1920 | Kristiania (Oslo)         | Yazco. A. Brekke, CS                                              | 32            |
| 1921 | Bergen                    | H. G. Hansen, CS (after play-offs)                                | 27            |
| 1922 | Kristiania (Oslo)         | A. m. Erichsen, CS                                                | 30            |
| 1923 | Kristiania (Oslo)         | Yazco. A. Brekke, CS                                              | 30            |
| 1924 | Kristiania (Oslo)         | Leif F. D. Lund, CS                                               | 49            |
| 1925 | Oslo                      | Yazco. A. Brekke, SK Centrum, Oslo                                | 66            |
| 1926 | Bergen                    | H. C. Christoffersen, Drammens SK (after play-offs)               | 50            |
| 1927 | Trondheim                 | H. G. Hansen, OSS (Oslo Schakselskap)                             | 40            |
| 1929 | Drammen                   | H. C. Christoffersen, Drammens SK                                 | 33            |
| 1930 | Oslo                      | Olaf M. Olsen (later Olaf Barda), SK Odin, Oslo (after play-offs) | 45            |
| 1931 | Stavanger                 | Andreas Gulbrandsen, Moss SK                                      | 35            |
| 1932 | Bergen                    | Eugen Johnsen, SK Odin                                            | 58            |
| 1933 | Fredrikstad               | Trygve Halvorsen, OSS (after play-offs)                           | 48            |
| 1934 | Hamar                     | Trygve Halvorsen, OSS                                             | 42            |
| 1935 | Sandefjord                | Jørgen Saurén, OSS                                                | 48            |
| 1936 | Oslo                      | H. C. Christoffersen, Drammens SK                                 | 60            |
| 1937 | Trondheim                 | Arne S.B. Krogdahl, OSS                                           | 31            |
| 1938 | Grimstad                  | Oluf Kavlie-Jørgensen, Bergens SK                                 | 53            |
| 1945 | Oslo                      | Ernst Rojahn, Tønsberg SK (after play-offs)                       | 132           |
| 1946 | Bergen                    | Erling Myhre, OSS (after play-offs)                               | 109           |
| 1947 | Kristiansand              | Olaf Barda, OSS                                                   | 79            |
| 1948 | Fredrikstad               | Olaf Barda, OSS (after play-offs)                                 | 96            |
| 1949 | Oslo                      | Aage Vestøl, OSS                                                  | 125           |
| 1950 | Trondheim                 | Erling Myhre, OSS                                                 | 96            |
| 1951 | Stavanger                 | Harry Kongshavn, OSS                                              | 127           |
| 1952 | Skien                     | Olaf Barda, OSS                                                   | 165           |
| 1953 | Fredrikstad               | Olaf Barda, OSS                                                   | 160           |
| 1954 | Drammen                   | Einar Haave, Stavanger SK                                         | 120           |
| 1955 | Stabekk                   | Erling Myhre, OSS                                                 | 113           |
| 1956 | Steinkjer                 | Otto B. Morcken, OSS                                              | 94            |
| 1957 | Lillehammer               | Olaf Barda, OSS                                                   | 148           |
| 1958 | Ålesund                   | Ernst Rojahn, Tønsberg SK                                         | 111           |
| 1959 | Oslo                      | Svein Johannessen, OSS                                            | 131           |
| 1960 | Fredrikstad               | Daan de Lange, Hamar SS                                           | 108           |
| 1961 | Sandefjord                | Por Ofstad, Bergens SK                                            | 145           |
| 1962 | Hamar                     | Svein Johannessen, OSS                                            | 174           |
| 1963 | Moss                      | Ragnar Hoen, OSS                                                  | 156           |
| 1964 | Oslo                      | Arne Zwaig, OSS                                                   | 143           |
| 1965 | Mosjøen                   | Arne V. Gulbrandsen, OSS                                          | 112           |
| 1966 | Bodø                      | Paul Svedenborg, Narvik SK                                        | 160           |
| 1967 | Bergen                    | Paul Svedenborg, Narvik SK                                        | 130           |
| 1968 | Oslo                      | Arne V. Gulbrandsen, OSS                                          | 202           |
| 1969 | Hamar                     | Arne Zwaig, OSS                                                   | 178           |
| 1970 | Kristiansund              | Svein Johannessen, OSS                                            | 156           |
| 1971 | Skien                     | Terje Wibe, OSS (after play-offs)                                 | 214           |
| 1972 | Rørubio                   | Erling Kristiansen                                                | 270           |
| 1973 | Sandnes                   | Svein Johannessen, SK Fischer                                     | 326           |
| 1974 | Sandefjord                | Leif Øgaard, OSS                                                  | 378           |
| 1975 | Oslo                      | Leif Øgaard, OSS                                                  | 327           |
| 1976 | Harstad                   | Knut J. Helmers, SK Stjernen                                      | 215           |
| 1977 | Bergen                    | Knut J. Helmers, SK Stjernen                                      | 330           |
| 1978 | Risø                      | Ragnar Hoen, OSS                                                  | 375           |
| 1979 | Molde                     | Leif Øgaard, OSS                                                  | 419           |
| 1980 | Oslo                      | Sverre Heim, Akademisk SK                                         | 546           |
| 1981 | Kirkenes                  | Ragnar Hoen, OSS                                                  | 226           |
| 1982 | Lillehammer               | Simen Agdestein, Asker SK (after play-offs)                       | 417           |
| 1983 | Trondheim                 | Bjørn Tiller, OSS                                                 | 377           |
| 1984 | Oslo                      | Berge Østenstad, Asker SK                                         | 427           |
| 1985 | Gausdal                   | Leif Øgaard, Brugata SK                                           | 299           |
| 1986 | Steinkjer                 | Simen Agdestein, OSS                                              | 297           |
| 1987 | Kristiansand              | Jonathan Tisdall, Brugata SK (after play-offs)                    | 437           |
| 1988 | Asker                     | Simen Agdestein, OSS                                              | 564           |
| 1989 | Randaberg                 | Simen Agdestein, OSS                                              | 446           |
| 1990 | Brønnøysund               | Berge Østenstad, Asker SK                                         | 334           |
| 1991 | Gjøvik                    | Jonathan Tisdall, Brugata SK                                      | 587           |
| 1992 | Kristiansund              | Einar Gausel, OSS                                                 | 463           |
| 1993 | Oslo                      | Leif Øgaard, OSS                                                  | 588           |
| 1994 | Drammen                   | Berge Østenstad, Asker SK                                         | 519           |
| 1995 | Namsos                    | Jonathan Tisdall, Nordstrand SK                                   | 433           |
| 1996 | Alta                      | Einar Gausel, OSS                                                 | 299           |
| 1997 | Stavanger                 | Berge Østenstad, Asker SK                                         | 486           |
| 1998 | Oslo                      | Roy H. Fyllingen, Bergens SK                                      | 537           |
| 1999 | Gausdal                   | Berge Østenstad, Asker SK (after play-offs)                       | 414           |
| 2000 | Asker                     | Simen Agdestein, NTG (after play-offs)                            | 427           |
| 2001 | Kristiansund              | Einar Gausel, OSS                                                 | 420           |
| 2002 | Rørubio                   | Simen Agdestein, NTG                                              | 549           |
| 2003 | Fredrikstad               | Berge Østenstad, Asker SK                                         | 623           |
| 2004 | Molde                     | Berge Østenstad, Asker SK (after play-offs)                       | 520           |
| 2005 | Sandnes                   | Simen Agdestein, NTG (after play-offs)                            | 583           |
| 2006 | Moss (Mossehallen)        | Magnus Carlsen, NTG (after play-offs)                             | 533           |
| 2007 | Hamar (Scandic Hotel)     | Espen Lie, Porsgrunn (after play-offs)                            | 501           |
| 2008 | Tønsberg (Slagenhallen)   | Frode Elsness, Moss (after play-offs)                             | 471           |
| 2009 | Bergen (Haukelandshallen) | Kjetil Aleksander Lie, Porsgrunn                                  | 513           |
| 2010 | Fredrikstad               | Kjetil Aleksander Lie, Porsgrunn (after play-offs)                | 485           |
| 2011 | Oslo (Njårdhallen)        | Berge Østenstad, Asker SK (after play-offs)                       | 496           |
| 2012 | Sandefjord                | Frode Olav Olsen Urkedal, SK 1911 (after play-offs)               | 437           |
| 2013 | Lillehammer               | Jon Ludvig Hammer, OSS                                            | 490           |
| 2014 | Trondheim                 | Frode Olav Olsen Urkedal                                          |               |
| 2015 | Oslo (Oppsal Enarena)     | Aryan Tari                                                        |               |
| 2016 | Oslo                      | Johan Salomon                                                     | 376           |
| 2017 | Stavanger                 | Jon Ludvig Hammer                                                 |               |
| 2018 | Sarpsborg                 | Jon Ldvig Hammer                                                  |               |
| 2019 | Larvik                    | Aryan Tari                                                        |               |
| 2021 | Oslo                      | Kristian Stuvik Holm                                              |               |
| 2022 | Kongsvinger               | Simen Agdestein                                                   |               |
| 2023 | Oslo                      | Simen Agdestein                                                   |               |
| 2024 |                           | Aksel Bu Kvaløy                                                   |               |